# Urumči
Urumči (čínsky v českém přepisu Wu-lu-mu-čchi, pchin-jinem Wūlǔmùqí, Ürümqi, znaky zjednodušené 乌鲁木齐, tradiční 乌鲁木齐, ujgursky ئۈرۈمچی [Ürümchi, Ürümči],) je městská prefektura a hlavní město Ujgurské autonomní oblasti Sin-ťiang, která se nachází na severozápadě ČLR. Roku 2020 v něm žily 4 miliony obyvatel.

## Geografie
Urumči se nachází na úpatí východního Ťan-šanu, na západním úpatí pohoří Borochoro a východním úpatí pohoří Bogda-šan, jehož nejvyšší hora Bogda (5445 m) se nachází 55 km východně od města. Severně od města se rozkládá Džungarská pánev, na jihovýchodě pod svahy pohoří Bogda-šan se nachází Turfanská proláklina.
Z geografického hlediska se jedná celosvětově nejvzdálenější velkoměsto od mořského pobřeží (jde o vzdálenost asi 2500 km od pobřeží Bengálského zálivu na jihu, asi 2550 km od pobřeží Žlutého moře na východě, asi 2660 km od pobřeží Severního ledového oceánu na severu). Ve vzdálenosti asi 320 km od města se nachází euroasijský pól nedostupnosti (místo položené nejhlouběji ve vnitrozemí).

## Administrativní členění
Městská prefektura Urumči se člení na osm celků okresní úrovně, a sice sedm městských obvodů a jeden okres.
| Tchien-šan Sajbagh Sin-š’ Šuej-mo-kou Tchou-tchun-che Ta-pan-čcheng · ※ Mi-tung okres · Urumči ※ |            |                       |                    |                                  |
| Název                                                                                            | Název      | Počet obyvatel (2020) | Rozloha km² (2020) | Hustota zalidnění (obyv. na km²) |
| český přepis                                                                                     | znaky      | Počet obyvatel (2020) | Rozloha km² (2020) | Hustota zalidnění (obyv. na km²) |
| Městské obvody                                                                                   |            |                       |                    |                                  |
| Tchien-šan                                                                                       | 天山区     | 652 792               | 171                | 3 822                            |
| Sajbagh                                                                                          | 沙依巴克区 | 799 539               | 400                | 2 001                            |
| Sin-š’                                                                                           | 新市区     | 1 011 440             | 159                | 6 373                            |
| Šuej-mo-kou                                                                                      | 水磨沟区   | 549 576               | 280                | 1 962                            |
| Tchou-tchun-che                                                                                  | 头屯河区   | 419 022               | 364                | 1 151                            |
| Ta-pan-čcheng                                                                                    | 达坂城区   | 35 540                | 4 764              | 7                                |
| Mi-tung                                                                                          | 米东区     | 512 870               | 3 397              | 151                              |
| Okres                                                                                            |            |                       |                    |                                  |
| Urumči                                                                                           | 乌鲁木齐县 | 73 590                | 4 242              | 17                               |
|                                                                                                  |            |                       |                    |                                  |
| Celkem                                                                                           | Celkem     | 4 054 369             | 13 775             | 294                              |

## Klimatické podmínky
Pro oblast je typické kontinentální podnebí – teplá suchá léta s průměrnou červencovou teplotou 24 °C a vlhké, studené zimy s průměrnými lednovými teplotami −16 °C. Roční teplotní průměr činí 5,4 °C, a průměrný roční úhrn srážek 273 mm.

## Doprava
Nedaleko města se nachází Mezinárodní letiště Urumči Diwopu. Železnice spojuje město s Pekingem na východě, s kazachstánskou Almaty na západě a s Kašgarem na jihozápadě země. Město je také křižovatkou národních dálnic číslo 312 a 314.

## Partnerská města
- Almaty, Kazachstán
- Bandaraja Klang, Malajsie
- Biškek, Kyrgyzstán
- Čeljabinsk, Rusko
- Dušanbe, Tádžikistán
- Malajbalaj, Filipíny
- Mašhad, Írán
- Osan, Jižní Korea
- Péšávar, Pákistán
- Salt Lake City, Spojené státy americké